# Чарлі Фаулкс
Ча́рлі Фа́улкс (англ. Charlie Fowlkes), повне ім'я Чарльз Фа́улкс (англ. Charles Fowlkes; 16 лютого 1916, Бруклін, Нью-Йорк — 9 лютого 1980, Даллас, Техас) — американський джазовий баритон-саксофоніст. Учасник оркестру Каунта Бейсі понад 25 років.

## Біографія
Народився 16 лютого 1916 року в Брукліні, Нью-Йорк. Вчився грати на альт- і тенор-саксофонах, кларнеті і скрипці.
Грав на баритон-саксофоні з Тайні Бредшоу (1938—44), Лайонелом Гемптоном (1944—48); потім працював з Арнеттом Коббом (1948—51). Також у цей період був менеджером співачки Віні Браун, яка була його дружиною. З 1951 по 1969 роки грав в оркестрі Каунта Бейсі. Після травми коліна, покинув гурт і залишився в Нью-Йорку; виступав на музичній ярмарці Вестбері.
У 1975 році знову приєднався до Бейсі.
Помер 9 лютого 1980 року в Далласі, штат Техас.